# Dinapore
Dinapore (também conhecido como Dinapur Nizamat ou Dinapur) é uma cidade satélite de Patna no estado de Bihar, na Índia. A população foi de 182.241 no censo de 2011 da Índia. Faz parte da Região Metropolitana de Patna. Foi constituído como um município em 1887. Danapur é também um abrigo e incubatório para os guindastes siberianos que migram, localmente chamado Janhgil. Eles visitam todos os anos durante a estação das monções para reprodução e deixam este lugar antes do início da temporada de inverno. A sede da sub-área de Bihar e Jharkhand está situada no acantonamento do exército.
O flagstaff ghat no Ganges em Dinapur, Patna, 1859 é um dos ghats os mais velhos. Gurdwara Handi Sahib, um gurdwara do Guru Tegh Bahadur é um local de peregrinação para sikhs. Naulakha templo e vários edifícios históricos do domínio britânico são locais de interesse.